# Холмс, Эштон
Эштон Холмс (англ. Ashton Holmes, род. 7 февраля 1978) — американский актёр, наиболее известный по ролям в фильмах «Оправданная жестокость» и «Ледяной ветер», а также по мини-сериалу «Тихий океан». Он также известен по роли Тайлера Баролла в телесериале «Месть».

## Биография
Холмс родился в Олбани, штат Нью-Йорк. Его мать, Сьюзан, — социальный работник. В юности начал брать уроки актерского мастерства и выступал в общественном театре. В старших классах школы он проходил стажировку в Театральном институте штата Нью-Йорк. Учился в Академии Олбани.  Холмс участвовал в музыкальной жизни Олбани и был вокалистом местной группы Method of Groove. В это время Холмс подружился с нью-йоркской группой Coheed and Cambria и начал рассылать их демо-записи по местным инди-лейблам. Согласно документальному фильму Coheed and Cambria "Neverender: Children of The Fence Edition, в котором фигурирует Холмс, именно Холмс в конечном итоге обеспечил им первую сделку с Equal Vision Records.

## Карьера
Холмс дебютировал на телевидении с эпизодической ролью в дневной мыльной опере «Одна жизнь, чтобы жить». В 2005 году он снялся в фильме Дэвида Кроненберга «История насилия». В следующем году у него была эпизодическая роль в сериале ABC «Юристы Бостона». Он также снялся в фильмах «Мирный воин» в 2006 году, «То, что мы делаем, — секрет» и «Нормальное поведение подростка» в 2007 году. В 2007 году Холмс снялся вместе с Эмили Блант в фильме ужасов «Ледяной ветер». В 2008 году он снялся в комедийно-драматическом фильме «Умные люди». На телевидении он появлялся в эпизодах сериалов «Закон и порядок: Специальный корпус», «Детектив Раш», «Говорящая с призраками», «4исла», «Доктор Хаус», «Закон и порядок: Преступное намерение», «C.S.I.: Место преступления». В 2010 году Холмс сыграл Сида Филлипса в мини-сериале HBO «Тихий океан». С 2010 по 2011 год он снимался в роли Тома в сериале The CW «Никита». С 2011 по 2012 год он играл роль Тайлера Баррола в драматическом сериале ABC «Месть». 21 февраля 2013 года стало известно, что Холмс получил роль Уайатта Бикфорда в пилоте драмы ABC «Безрассудный». С 2002 по 2005 год Холмс также входил в труппу Collins Tour мюзикла Джонатана Ларсона «Рент», в котором он играл одного из главных героев, Марка Коэна.

## Фильмография
| Год       |   | Русское название                      | Оригинальное название             | Роль                               |
| --------- | - | ------------------------------------- | --------------------------------- | ---------------------------------- |
| 2002—2003 | с | Одна жизнь, чтобы жить                | One Life to Live                  | Грег                               |
| 2003      | с | Закон и порядок: Специальный корпус   | Law & Order: Special Victims Unit | Дэвис Харрингтон                   |
| 2003      | ф | Адский выводок                        | Raising Hell                      | Зак Адлер                          |
| 2004      | ф | Миллион миль до Солнца                | A Million Miles to Sunshine       | Рис                                |
| 2004      | с | Детектив Раш                          | Cold Case                         | Бобби Гордон/Шон Морган            |
| 2005      | ф | Оправданная жестокость                | A History of Violence             | Джек Столл                         |
| 2005      | с | Говорящая с призраками                | Ghost Whisperer                   | Кирк Йенсен                        |
| 2006      | с | Юристы Бостона                        | Boston Legal                      | Скотт Литтл                        |
| 2006      | ф | Мирный воин                           | Peaceful Warrior                  | Томми                              |
| 2007      | ф | То, что мы делаем — тайна             | What We Do Is Secret              | Роб Хенли                          |
| 2007      | ф | Подростки как подростки               | Normal Adolescent Behavior        | Шон Майер                          |
| 2007      | ф | Ледяной ветер                         | Wind Chill                        | Парень                             |
| 2008      | ф | Умники                                | Smart People                      | Джеймс Уэзерхолд                   |
| 2008      | с | 4исла                                 | Numb3rs                           | Эмерсон Лэйдлэв                    |
| 2009      | с | Доктор Хаус                           | House                             | Скотт                              |
| 2009      | с | Закон и порядок: Преступное намерение | Law & Order: Criminal Intent      | Хэнк                               |
| 2010      | с | C.S.I.: Место преступления            | CSI: Crime Scene Investigation    | Сэм Трент                          |
| 2010      | ф | Тихий океан                           | The Pacific                       | Сид Филлипс                        |
| 2010—2011 | с | Никита                                | Nikita                            | Том                                |
| 2011      | с | Обмани меня                           | Lie to Me                         | Зак                                |
| 2011      | ф | Разделитель                           | The Divide                        | Эдриен                             |
| 2011—2012 | с | Месть                                 | Revenge                           | Тайлер Баролл 1. 2. 3. 4. 5. 6. 7. |
| 2013      | ф | Пасадина                              | Cold Turkey                       | Джейкоб                            |
| 2013      | ф | Безрассудный                          | Reckless                          | Уайетт Бикфорд                     |